# Гастрономический туризм
Гастрономи́ческий тури́зм — вид туризма, основная цель которого знакомство с той или иной страной через призму национальной гастрономии. Для гастрономического туриста еда — в первую очередь категория культуры. С такой позиции традиционная кухня воспринимается в связи с историей, религией, экономикой, политикой, обычаями, легендами и другими факторами, формирующими уникальную идентичность страны или региона.
Гастрономический тур, или гастротур — комплекс мероприятий по дегустации блюд, характерных для местной кухни. «Уроки кулинарного страноведения проходят не только в ресторанах, но и на рынках, фермах, кухнях местных жителей, во время карнавала и сбора урожая, за столом и просто на улице».

## Классификация гастротуров
Гастротуры можно разделить на сельские («зелёные») и городские. Сельские гастротуры ориентированы на экологически чистую продукцию и предполагают, например, сбор дикорастущих ягод в лесу, винограда на виноградниках, овощей и фруктов на фермах. Городской гастротур может включать в себя посещение фабрики или цеха, производящих продукты питания, с дегустацией их продукции.
Существуют гастротуры, которые знакомят туриста с различными блюдами в разных местностях. Это французские и болгарские винные туры, голландские, швейцарские и итальянские сырные туры, немецкие, австрийские, чешские, бельгийские пивные туры.

## Гастротуристы
Гастрономические туристы представлены следующими категориями населения:
- Туристы, которым наскучил обычный туризм;
- Те, кто хочет внести разнообразие в свой рацион;
- Гурманы;
- Те, чья работа связана с приготовлением и употреблением пищи;
- Представители туристских компаний, заинтересованные в организации собственных гастротуров[4].